# Sphinctus trichiosoma
Sphinctus trichiosoma är en stekelart som först beskrevs av Cameron 1899.  Sphinctus trichiosoma ingår i släktet Sphinctus och familjen brokparasitsteklar. Inga underarter finns listade i Catalogue of Life.